# Supercoppa Primavera 2005
La Supercoppa Primavera 2005 si è disputata mercoledì 21 settembre 2005 presso il Centro sportivo Fulvio Bernardini di Trigoria. Sono scese in campo le formazioni di Roma, campione nazionale, e Lecce (detentore della Coppa Italia).
I salentini hanno vinto per 2 a 1 nei tempi regolamentari, bissando il successo dell'edizione passata.

## Tabellino
| Trigoria 21 settembre 2005, ore 20:45 UTC+1                       | Roma      | 1 – 2 referto       | Lecce | Centro sportivo Fulvio Bernardini |
| \| \| \| \| \| Greco 90+3’ \| Marcatori \| 9’ Negro 74’ Errico \| |           |                     |       |                                   |
|                                                                   |           |                     |       |                                   |
| Greco 90+3’                                                       | Marcatori | 9’ Negro 74’ Errico |       |                                   |

| Roma | Lecce |